# Palacio de Deportes José María Martín Carpena

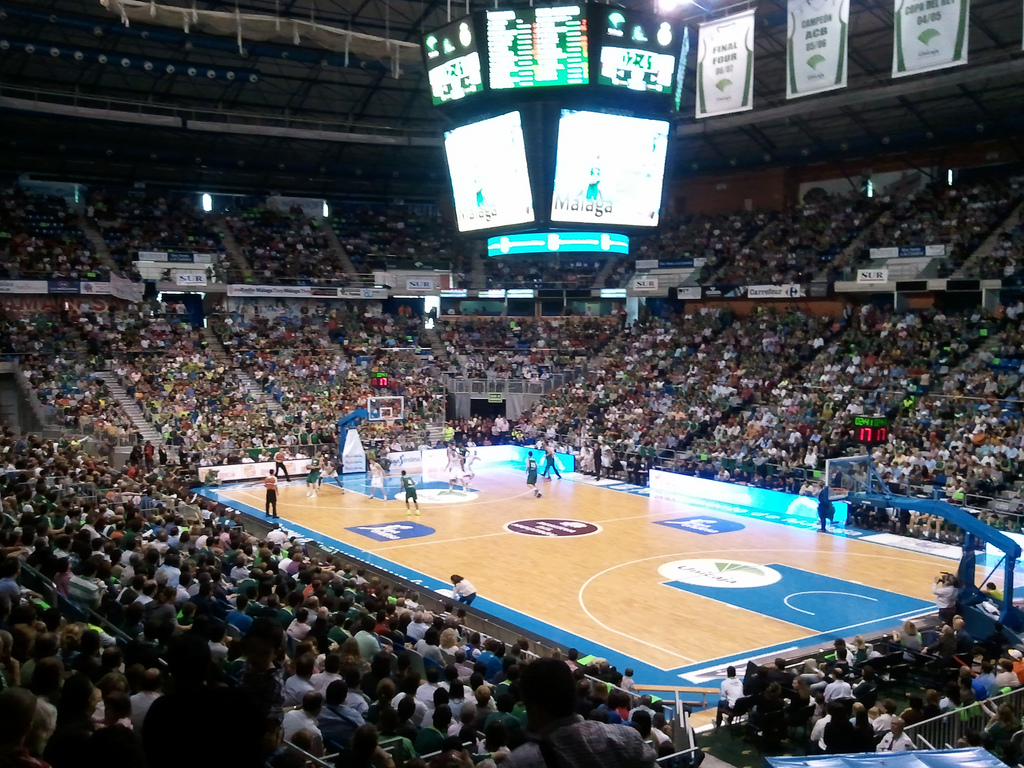
Innenansicht während eines Basketballspiels

Der Palacio de Deportes José María Martín Carpena (zuvor: Palacio de Deportes de Málaga) ist eine Mehrzweckhalle in der südspanischen Stadt Málaga, Andalusien. 

## Geschichte
Der Palacio de Deportes de Málaga wurde im Jahr 1999 eingeweiht. Ein Jahr später erhielt sie den Namen des Politikers José Maria Martín Carpena der spanischen Volkspartei Partido Popular. Am 15. Juli 2000 verübte die baskische Untergrundorganisation ETA ein Attentat auf Carpena. Er wurde vor seinem Haus von mehreren Schüssen tödlich getroffen.
Die Arena ist seit der Eröffnung die sportliche Heimat des Basketballclubs Unicaja Málaga. Die Veranstaltungshalle hat eine maximale Zuschauerkapazität von 11.300 Plätzen. Neben den Spielen von Unicaja Málaga wird die Anlage für weitere Sportveranstaltungen genutzt. Es finden u. a. Motocross, Freestyle Motocross, Motorrad-Trial, Futsal und Reitturniere statt. Das Halbfinale im Davis Cup 2003 wurde in der Arena in Málaga ausgerichtet. Die spanische Davis-Cup-Mannschaft bezwang die Argentinier mit 3:2 Spielen. Auf der NBA Europe Live Tour trafen am 9. Oktober 2007 in der Halle Unicaja Málaga und die Memphis Grizzlies aufeinander. Das Team aus Málaga besiegt die NBA-Mannschaft mit 102:99.
Auch Konzerte, Opernaufführungen (Aida), Eisshows (Disney on Ice, Bugs Bunny on Ice, Nemo on Ice), Galas und Shows (Apassionata, Ringling Brothers Barnum and Bailey Circus) sowie Ausstellungen, Tagungen und Versammlungen (z. B. der Zeugen Jehovas) werden in der Arena durchgeführt.

## Konzerte
Eine Auswahl der Künstler und Gruppen; die in der Arena in Málaga ein Konzert gaben.
- 2001: Tom Jones, La Oreja de Van Gogh, Joaquín Sabina, Revolver, Jarabe de Palo, Víctor Manuel und Ana Belén, Paulina Rubio
- 2002: Supertramp, Pablo Milanés, Estopa, Julio Iglesias, Chenoa, David Bisbal, Chayanne
- 2003: Luz Casal, La Oreja de Van Gogh
- 2004: David Bisbal, Álex Ubago, Joan Manuel Serrat, Carlinhos Brown
- 2005: Juanes, Amaral
- 2006: La Oreja de Van Gogh, Joaquín Sabina
- 2007: Fito & Fitipaldis, Antonio Orozco
- 2008: Maelo Ruíz, Chambao, Chambao, Alejandro Fernández, Pereza, Juanes, Estopa, Miguel Bosé

Ab 2009 fanden die Konzerte mehr und mehr auf der Freilichtbühne Auditorio Municipal “Cortijo de Torres” mit maximal 13.000 Plätzen statt.